# Omise
Omise je opomenutí, pasivní chování v případě, kdy mělo nebo jen mohlo být jednáno aktivně. Omisivní právní jednání je pak takové, kde je projev vůle vyjádřen pasivním chováním, a to ať zdržením se určitého vlastního chování nebo strpěním chování jiného.
V trestním právu je omise jednou z podmínek naplnění trestní odpovědnosti. Jde o nesplnění zákonné povinnosti konat a podle zdroje této povinnosti se rozlišuje:
- pravá omise – příkaz konat plyne přímo z trestního zákona, např. u trestného činu Neposkytnutí pomoci[1]
- nepravá omise – příkaz konat plyne z jiného právního předpisu, úředního rozhodnutí, smlouvy nebo z jiného zákonného důvodu[2]